# Новак Симић
Новак Симић (Вареш, 14. јануар 1906 — Загреб, 19. новембар 1981) био је српски и хрватски књижевник.

## Биографија
Новак Симић рођен је у Варешу (Босна) 1906. године у српској породици. Мајка Татјана (Савка) била је из познате сарајевске, ташлиханске породице Јелић, а отац Милан из угледне варешке трговачке породице Симић.
Школовао се у Сарајеву и Загребу где је завршио економски факултет и живео све до смрти.
Био је уредник издавачког предузећа „Зора“ и главни и одговорни уредник часописа Република. Био је и дописни члан Југославенске академије знаности и умјетности.
Према мишљењу критике Новак Симић је био „расни прозни таленат“ који је „створио дјела непролазне вриједности“ и „један од најбољих српских писаца“ (Слободан Просперов Новак) што су деловали у хрватској књижевности.